# Hitoshi Iwaaki
Hitoshi Iwaaki (japanska: 岩明 均?, Iwaaki Hitoshi), född 28 juli 1960 i Tokyo, är en japansk serieskapare. Han är känd för att ha skapat mangaserierna Kiseijū och Historie.